# Tunxi

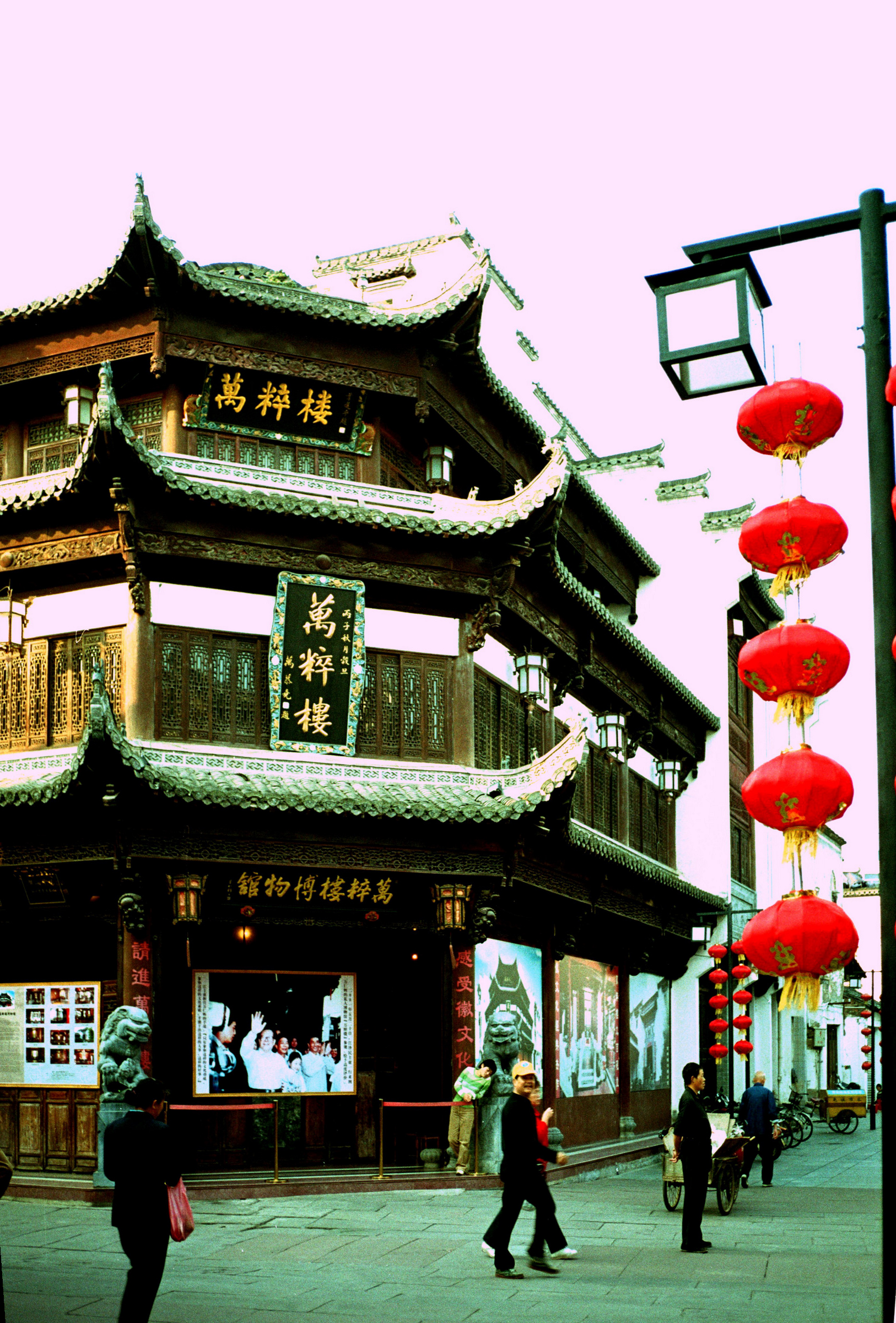
Häuser in traditioneller Bauweise in Tunxi

Stadtbezirk Tunxi (chinesisch 屯溪区, Pinyin Túnxī Qū) ist ein Stadtbezirk der bezirksfreien Stadt Huangshan in der Provinz Anhui im Süden der Volksrepublik China. Er hat eine Fläche von 156,6 km² und zählt 242.000 Einwohner (Stand: Ende 2018).